# Hammer Series
La Hammer Series è una serie di corse a tappe maschili di ciclismo su strada organizzata da Velon in cui le diverse squadre competono tra loro per determinare la formazione vincitrice. Le gare sono suddivise in tre tappe di differente tipologia (una per scalatori, una per velocisti e una di inseguimento a squadre) e la classifica è a punti.

## Formula
Le gare della Hammer Series sono a squadre senza classifiche individuali, sono infatti i team a vincere e non i singoli corridori. Ogni giorno da ogni squadra di sette elementi, cinque sono selezionati per prendere parte alla tappa del giorno. Ogni prova è composta da più giri su un circuito che porta i corridori a guadagnare punti per il proprio team a ogni passaggio sotto il traguardo, con punti doppi all'ultimo giro.
Il primo giorno prevede la Hammer Climb (gara per scalatori), il secondo giorno la Hammer Sprint (gara per velocisti) e il terzo giorno la gara decisiva, la Hammer Chase (inseguimento a squadre), nel quale la squadra in testa dopo i primi due giorni è inseguita dalle altre squadre. Chi taglia il traguardo per primo è il vincitore finale. Le differenze di tempo alla partenza sono stabilite su intervalli fissi per posizione e abbuoni guadagnati nei primi due giorni di gara. In vero stile inseguimento a squadre, la squadra che porta il proprio quarto corridore a tagliare per primo il traguardo è la vincitrice finale della corsa.
La prima gara del circuito, chiamata Hammer Sportzone Limburg, si è svolta dal 2 al 4 giugno 2017 nei Paesi Bassi, ha visto la partecipazione di sedici squadre, di cui dodici del World Tour, ed è stata inserita nel calendario dell'UCI Europe Tour come prova di classe 2.1.

## Albo d'oro
| Anno | Luogo             | Hammer Races          | Hammer Races          | Hammer Races     | Generale              |
| Anno | Luogo             | Climb                 | Sprint                | Chase            | Generale              |
| ---- | ----------------- | --------------------- | --------------------- | ---------------- | --------------------- |
| 2017 | Sportzone Limburg | Movistar Team         | Trek-Segafredo        | Team Sunweb      | Team Sky              |
| 2018 | Stavanger         | Mitchelton-Scott      | Mitchelton-Scott      | Mitchelton-Scott | Mitchelton-Scott      |
| 2018 | Sportzone Limburg | Bahrain-Merida        | Mitchelton-Scott      | Mitchelton-Scott | Quick-Step Floors     |
| 2018 | Hong Kong         | Non disputata         | Mitchelton-Scott      | Team Sunweb      | Mitchelton-Scott      |
| 2019 | Stavanger         | Team Jumbo-Visma      | Deceuninck-Quick-Step | CCC Team         | Team Jumbo-Visma      |
| 2019 | Sportzone Limburg | Deceuninck-Quick-Step | Deceuninck-Quick-Step | Mitchelton-Scott | Deceuninck-Quick-Step |
| 2019 | Hong Kong         | Non disputata         | Cancellata            | Cancellata       | Cancellata            |